# Макарьев, Степан Андреевич
Степа́н Андре́евич Мака́рьев (1895—1937) — советский историк, этнограф-краевед, фольклорист.

## Биография
Родился в вепсской крестьянской семье. Окончил четырёхклассное высшее начальное училище в Санкт-Петербурге, посещал сельскохозяйственные курсы. Трудовую деятельность начал в 1913 году табельщиком в Петербургском морском порту.
В 1915 году призван в армию. По окончании школы прапорщиков воевал на Западном фронте, участник Первой мировой войны — командир роты.
После демобилизации в 1918 году работал в организациях водного транспорта в посёлке Вознесенье Ленинградской области, редактировал журнал водников «Маяк».
В 1919 году призван в Красную армию, участник Гражданской войны, воевал под Петроградом, на Карельском фронте.
В 1923 году направлен на учёбу в Ленинградский государственный университет на этнографическое отделение по финно-угорскому направлению. По окончании университета поступил в аспирантуру и был назначен секретарём этнографического отделения географического факультета университета, личным секретарём профессора В. Г. Богораза. Являлся заместителем редактора журнала «Этнограф-исследователь», секретарём Ленинградского филиала Комитета по Северу Президиума ВЦИК.
В 1928—1931 годах — директор Карельского государственного краеведческого музея в Петрозаводске.
В мае 1931 года назначен на должность заместителя директора созданного Карельского научно-исследовательского института. Подготовил более семидесяти научных публикаций, работал над сборниками «История Карелии», «Вепсский фольклор», «Вепсы. Этнографический очерк». Преподавал в Карельском педагогическом институте.
В июле 1937 года был арестован по сфабрикованному делу о «контрреволюционной националистической организации Гюллинга — Ровио», 27 ноября 1937 года расстрелян в окрестностях Петрозаводска по постановлению «тройки» НКВД Карельской АССР.
Реабилитирован в 1965 году.

## Сочинения
- У прионежских вепсов // Экономика и статистика Карелии. 1927. N 4-6. — Петрозаводск, 1927. С. 50-74.
- По Советской Карелии: краткий справочник для экскурсанта и туриста по Карелии. — Ленинград; Петрозаводск: Кирья, 1931. — 117 с.: ил
- Карельские полярники: сборник воспоминаний карельских моряков-полярников [под ред. С. А. Макарьева]. — Петрозаводск: издание Карельского научно-исследовательского института, 1935. — 114, [1] с., [6] л.: ил., карта